# Lastours (hrad)
Châteaux de Lastours (okcitánsky Castèls de Las Tors) jsou čtyři zříceniny pevnostních objektů nalézající se na jižním výběžku pohoří Montagne Noire nad řekou Orbiel v ve fancouzském departementu Aude v regionu Okcitanie. Hrady se nalézají na skalním hřebeni o nadmořské výšce 360 m asi  180 metrů vysoko nad obcí Lastours. Od roku 1905 jsou chráněny jako historická památka (Monument historique) Francie. 

## Historie
Ve středověku patřilo toto místo pánům z Cabaretu, kteří jsou poprvé zmíněni v roce 1067. Jejich bohatství pocházelo zejména z těžby různých nerostných surovin v okolí hradů. Cabardès je totiž bohatý na nerostné suroviny všeho druhu a již od římských dob se v této oblasti nacházely těžební lokality. Hrady kontrolují hlavní přístupové cesty do Cabardès a Montagne Noire.
První tři hrady byly pravděpodobně postaveny v 11. století a jejich umístění se v průběhu času měnilo v závislosti na postupném ničení a přestavbách. 
Hrady v Lastours se staly v 13. století významným centrem náboženského života katarů. V hradní vesnici se nacházelo mnoho domů dokonalých a v Cabaretu pobývali katarští biskupové Arnaud Hot, Pierre Isarn a Guiraud Abith. Z těchto důvodů se hrady staly dějištěm událostí albigenské křížové výpravy.
Pevnost v té době patřila Pierru Rogerovi z Cabaretu, věrnému stoupenci Raymonda-Rogera Trencavela, který po jeho boku bojoval při obraně Carcassonne.
Když se v roce 1209 začalo katarské území bouřit proti Simonovi de Montfort, ten zahájil plenění okolí a vesnic a útoky na hrady, které mu úspěšně odolávaly po dobu dvou let. Kromě toho byl křižák Bouchard de Marly, tehdejší pán hradu Saissac, ale také jeden z nejbližších stoupenců Simona de Montforta, jehož sestřenici Alix de Montmorency si vzal za ženu, zajat v záloze Pierrem Rogerem. V roce 1211 bylo nařízeno jeho propuštění a byl vyslán jako velvyslanec, aby s Montfortem vyjednal příznivé podmínky pro kapitulaci hradů, zejména jejich výměnu za jiná panství v blízkosti Béziers.
Pierre Roger byl jedním z mála katarských pánů, kteří dodrželi slib, který dali Simonovi de Montfortovi, alespoň do jeho smrti v Toulouse v červenci 1218. V roce 1223 se páni z Cabaretu znovu chopili zbraní a dobyli zpět své panství. Cabaret se pak stal sídlem katarského biskupství Carcassès, když přijal katarského biskupa z Carcassonne, který byl ohrožován dominikány. Pán Pierre Roger opět po mnoho let odolával útokům Humberta V. z Beaujeu během epizody zvané válka o Cabaret[9]. V roce 1226 však byly hrady znovu obléhány a v roce 1229 se Cabaret vzdal.
Vesnice a hrady byly vypleněny a poté přestavěny na královské pevnosti, přičemž obyvatelé byli pravděpodobně nuceni narychlo opustit své domovy. Zánik různých hradních vesnic nahradilo nové sídliště, které bylo přímo určeno královskou mocí a nazývalo se Rivière. Během francouzské revoluce bylo přejmenováno na Lastours, což dalo jméno ruinám hradů.
Před křížovou výpravou proti albigenským katarům existovaly pouze tři hrady, které nebyly rozmístěny na hřebeni. Vesnice obklopovaly hradní jádra stejným způsobem: domy, úkryty v jeskyních, kovárny a cisterny byly rozmístěny kolem vysoké a úzké věže. Stopy vesnice najdeme na západním svahu, který je uspořádán do půlkruhu podle vrstevnic kolem panského sídla.
Ve 13. století se král rozhodl zničit tři panské věže a jejich obydlí, aby odstranil všechna útočiště katarů. Hrady však byly znovu postaveny na hřebenech, aby byly méně přístupné nepřátelským střelám.

## Architektura
Čtyři (původně tři) hradní objekty ležící těsně vedle sebe na hřebeni hory vysoké přibližně 360 metrů. Pocházejí z 11., 12. a 13. století; jejich zdi jsou – s výjimkou několika dobře opracovaných rohových kamenů – postaveny z lomového kamene. Hrady byly bránou do Cabardès.
Tyto čtyři hrady tvoří jeden celek, i když nemají žádnou společnou strukturu. Přirozené podmínky lokality umožnily ušetřit na stavbě velké pevnosti. Plány hradů byly přizpůsobeny skalám, na kterých jsou postaveny. Stavba je někdy heterogenní kvůli rozsáhlým úpravám, které byly na hradech v průběhu doby provedeny.

### Château de Cabaret

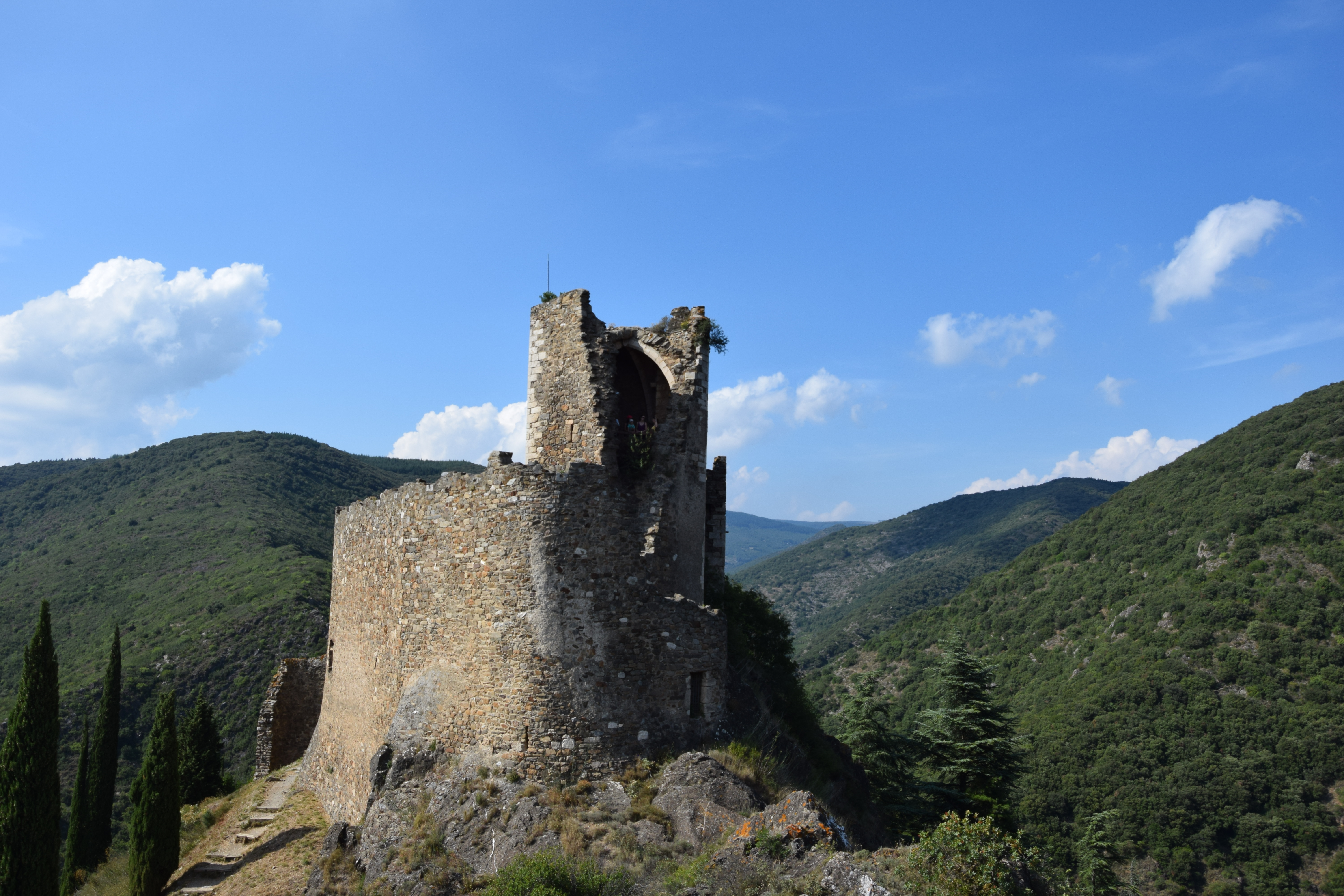
Chateau Cabaret

Château de Cabaret byl sídlem kdysi mocných pánů de Cabaret a tím pádem nejvýznamnějším z hradů v Lastours. Do dnešní doby se dochovaly dvě věže a vnější zdi obytné části. Obranná a obytná věž (Donjon) má pětiúhelníkový půdorys, v jejím horním patře se dochovala gotická klenba z neprofilovaných žeber. Věže a obytná část navzájem jsou spojeny obrannými zdmi (kurtinami); ochoz spočívá na velkých gotických lomených obloucích.

### Château Tour Régine

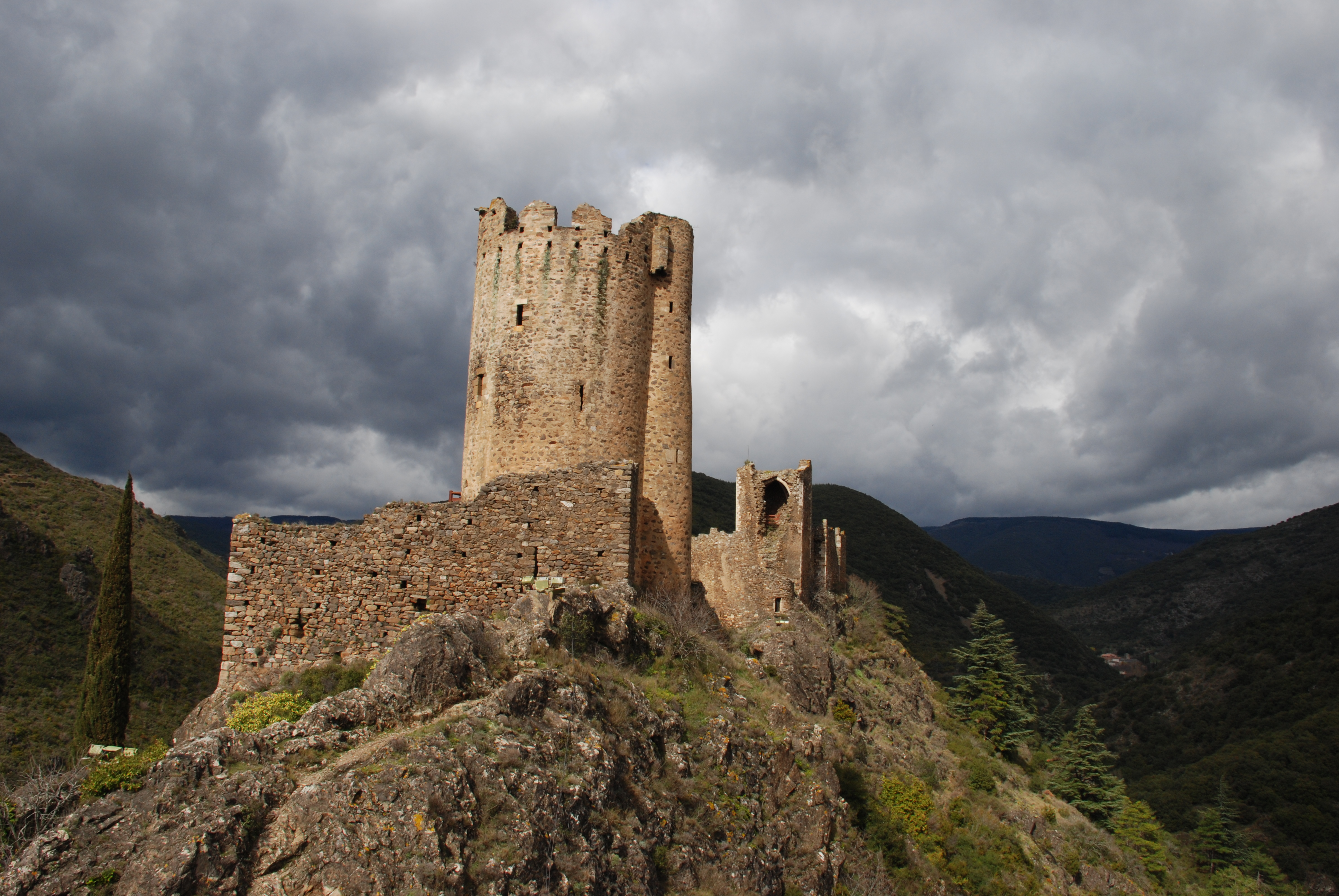
Château Tour Régine

Château Tour Régine byl pravděpodobně postaven až po skončení albigenských válek (tj. kolem roku 1260) a symbolizuje tak vítězství francouzského království a katolicismu nad vzbouřenými odpadlíky z jihu. Jeho výrazným znakem je mohutná kruhová věž s střílnami po celém obvodu, která pravděpodobně sloužila také jako obytná věž, protože v horní části je také okno. V zemi vedle věže se nachází cisterna, ve které se zachycovala dešťová voda.

### Château de Surdespine

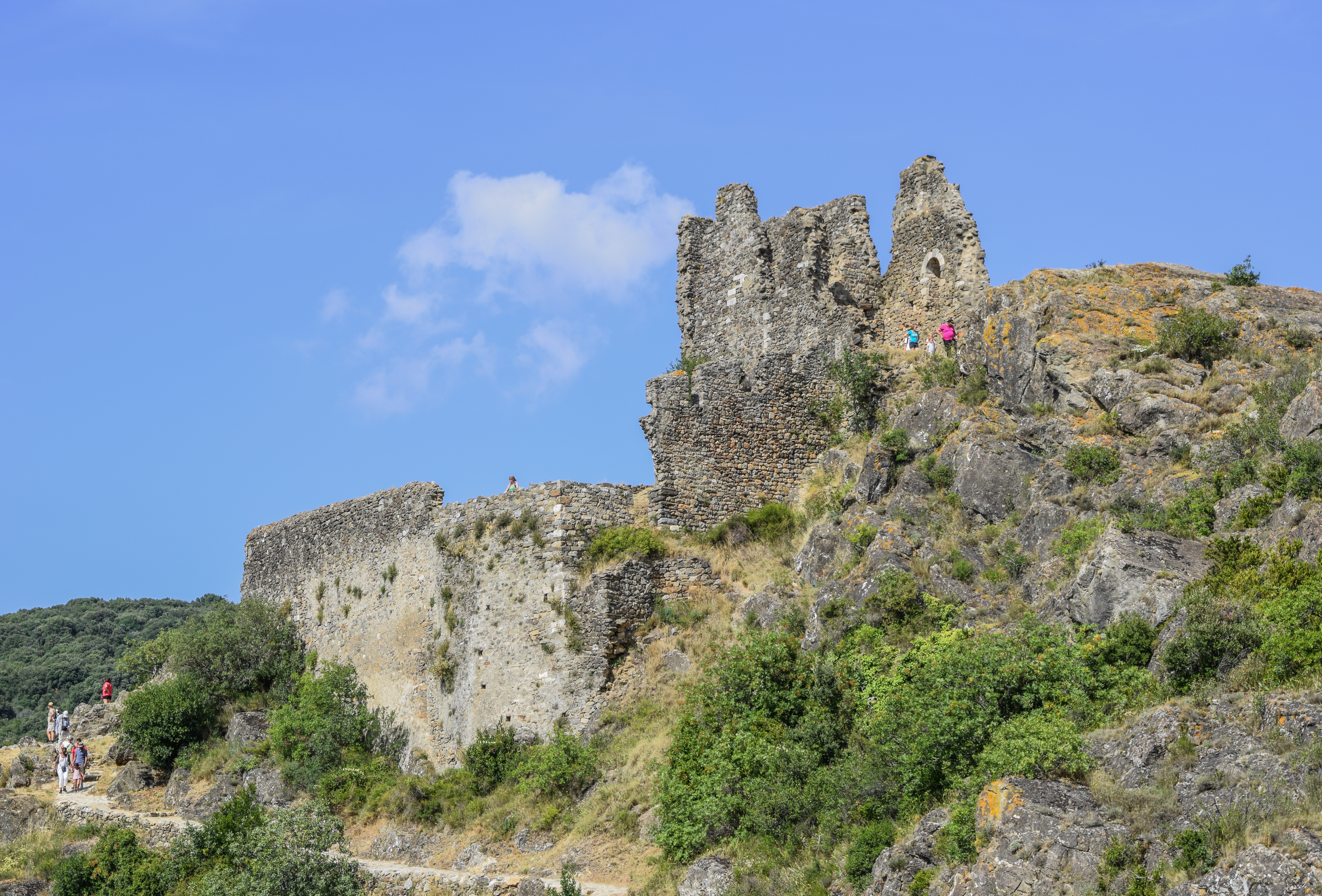
Château de Surdespine

Château de Surdespine je ze všech hradních staveb na skalním hřebeni nejhůře zachovalý. Stále jsou rozpoznatelné základy čtvercového donjonu, části obytné části a zbytky dvou cisteren. Hrad neměl kulatou věž.

### Château Querthineux

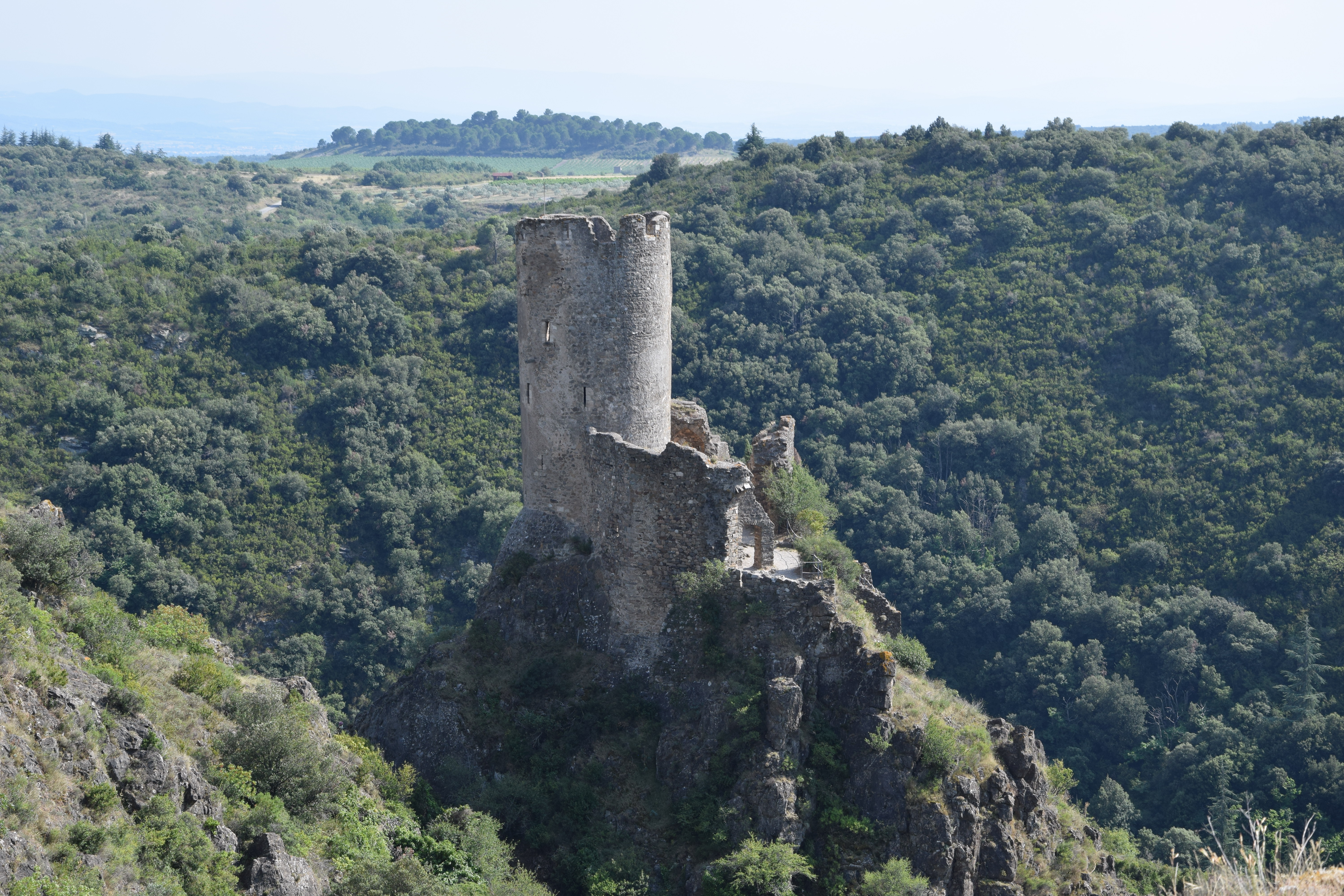
Château Querthineux

Château Querthineux stojí na samostatném skalním výběžku na pravém, tj. jižním okraji skalního hřebene. Jeho velká kruhová věž má malé boční točité schodiště. Kromě toho se nedaleko od objektu nacházejí stopy románského kostela.

### Castrum
Na svahu hory asi 50 metrů pod hradními zdmi se nachází archeologické naleziště, které bylo odkryto v 80. a 90. letech 20. století a které patří k jedné z několika opevněných horských osad (castrum) nalézajících se v bezprostředním okolí hradních objektů.

## Galerie

pohledy na chateaux de Lastours.
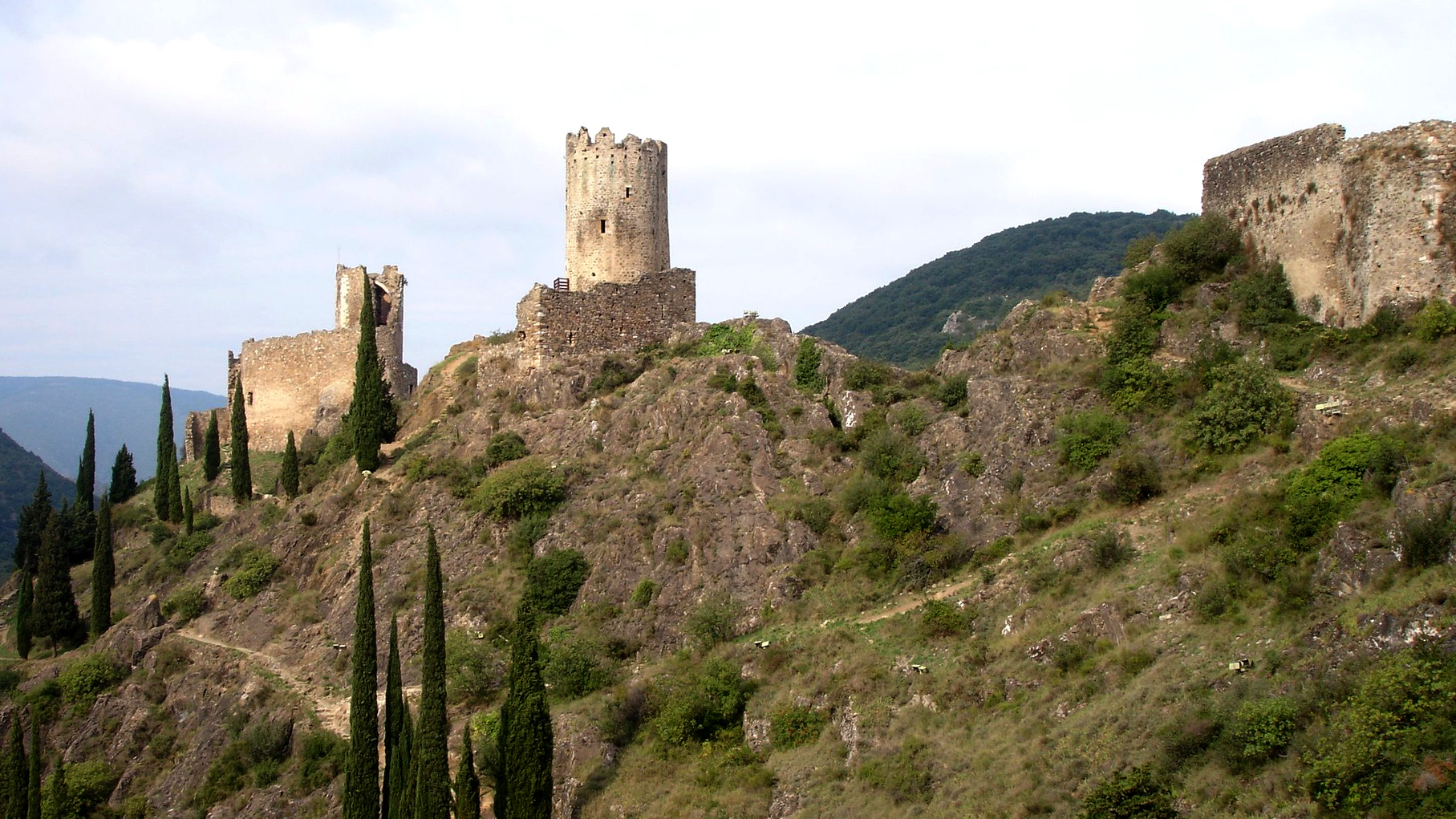
Cabaret, Tour Régine a Surdespine na hřebeni
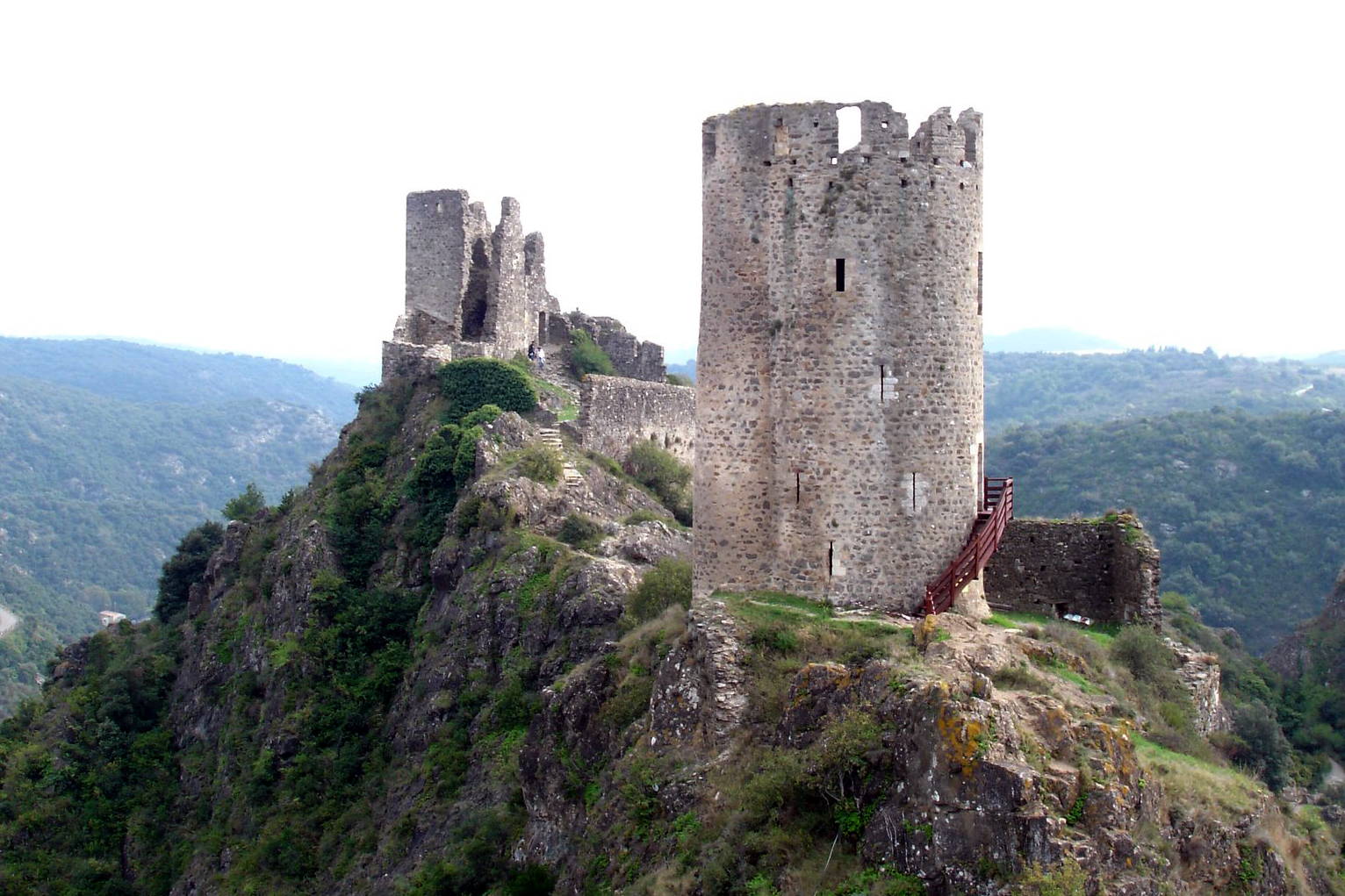
Surdespine a Tour Régine při pohledu z Cabaretu
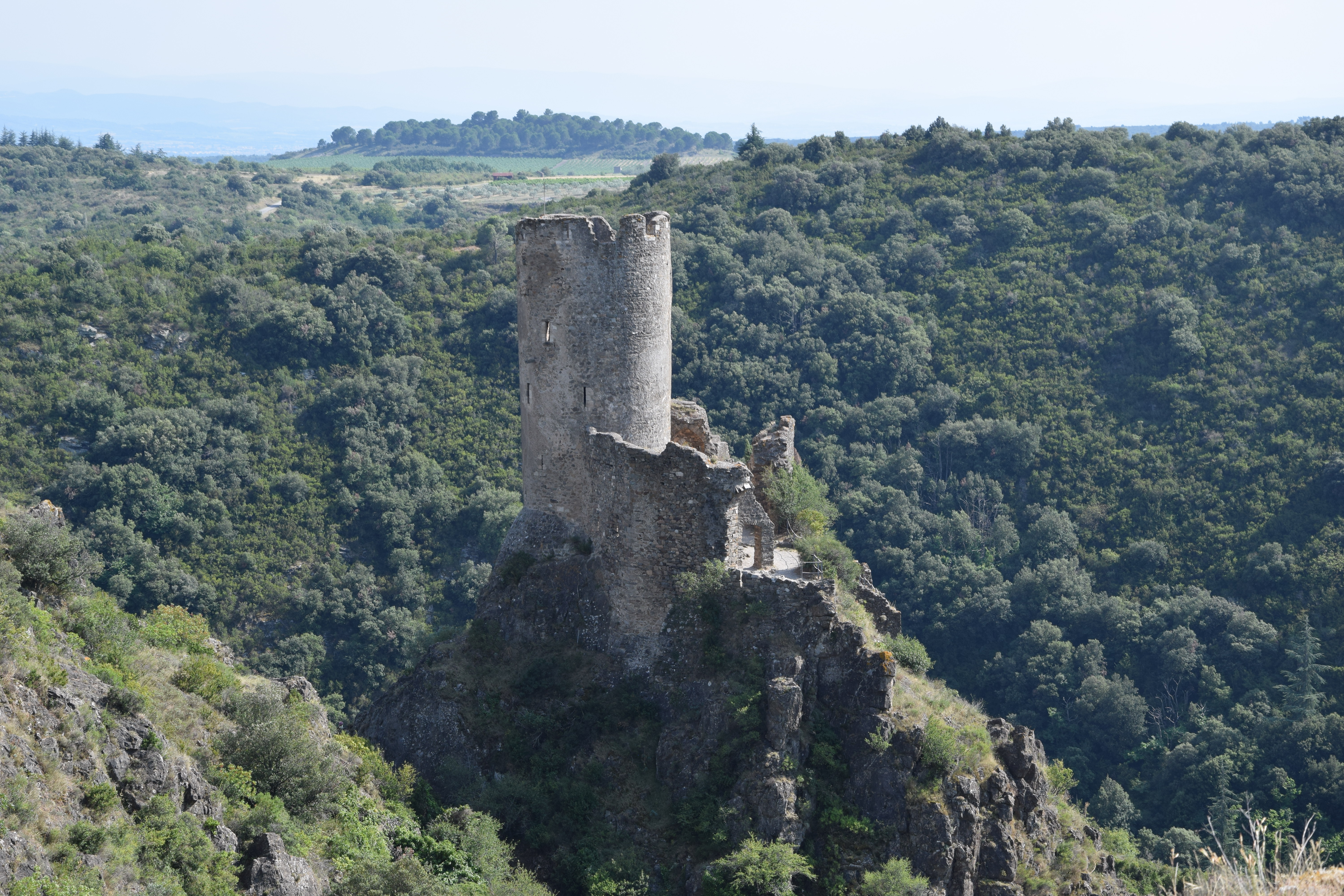
Château Querthineux
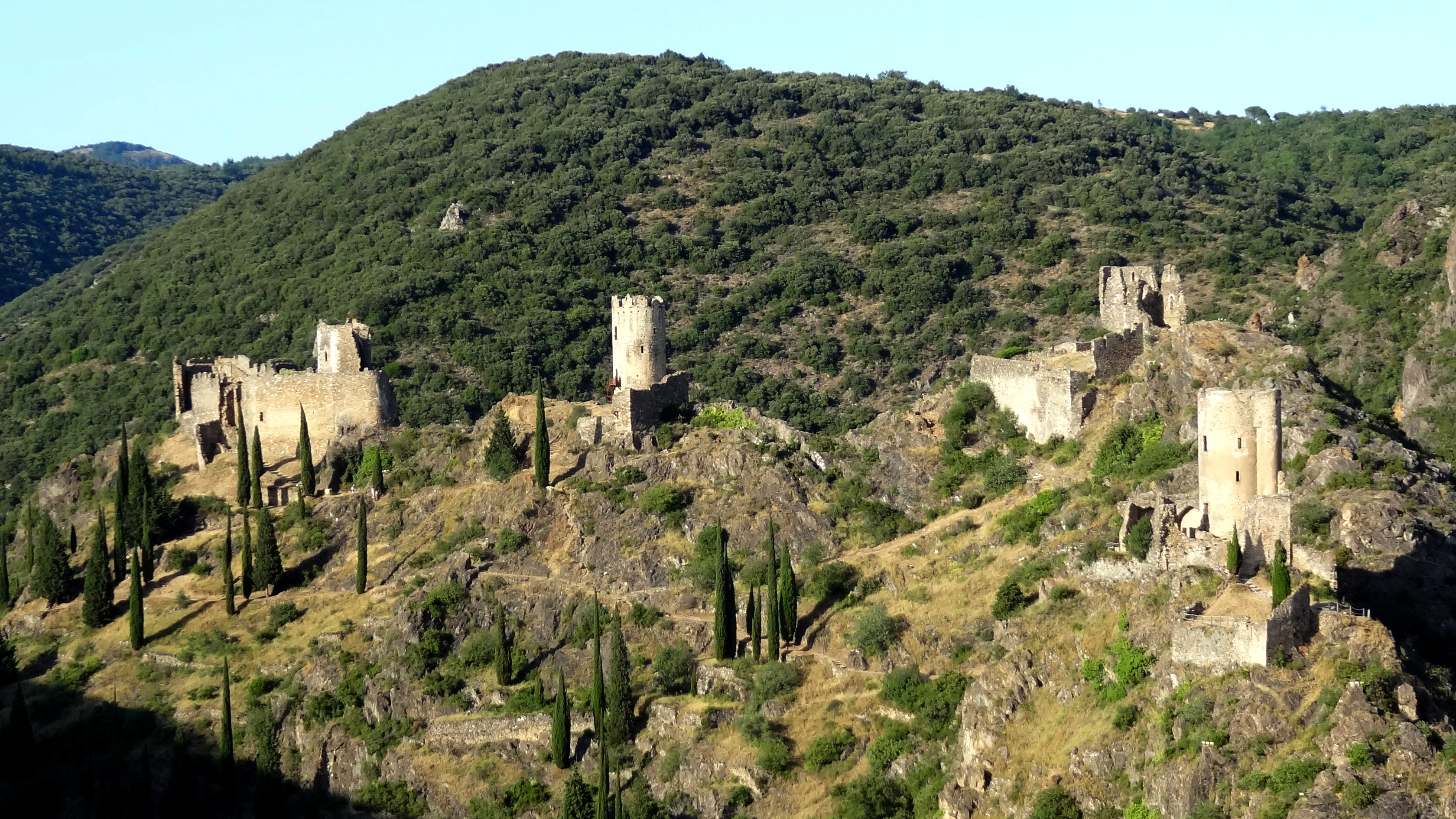
celkový pohled
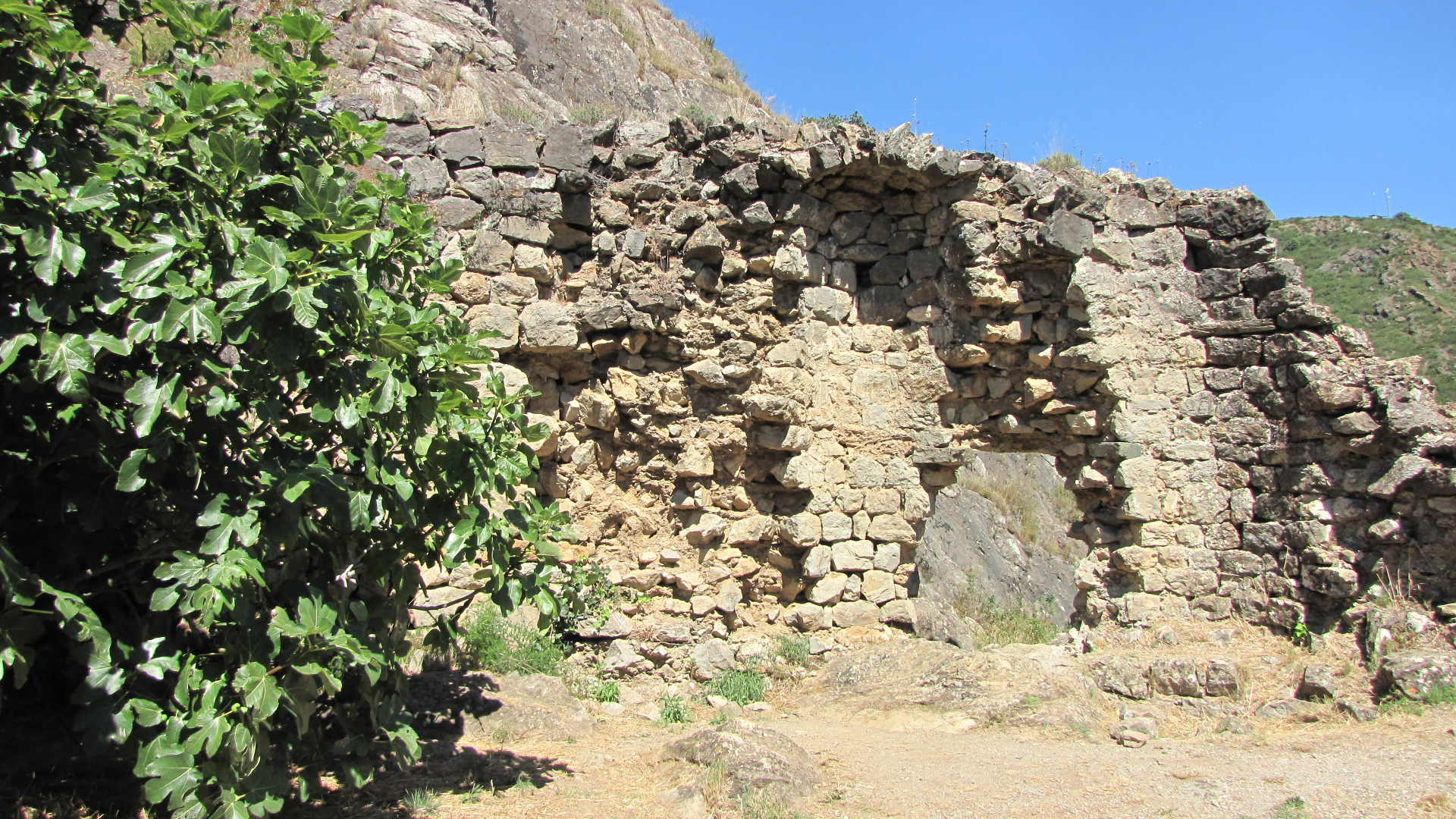
pozůstatky bývalého románského kostela
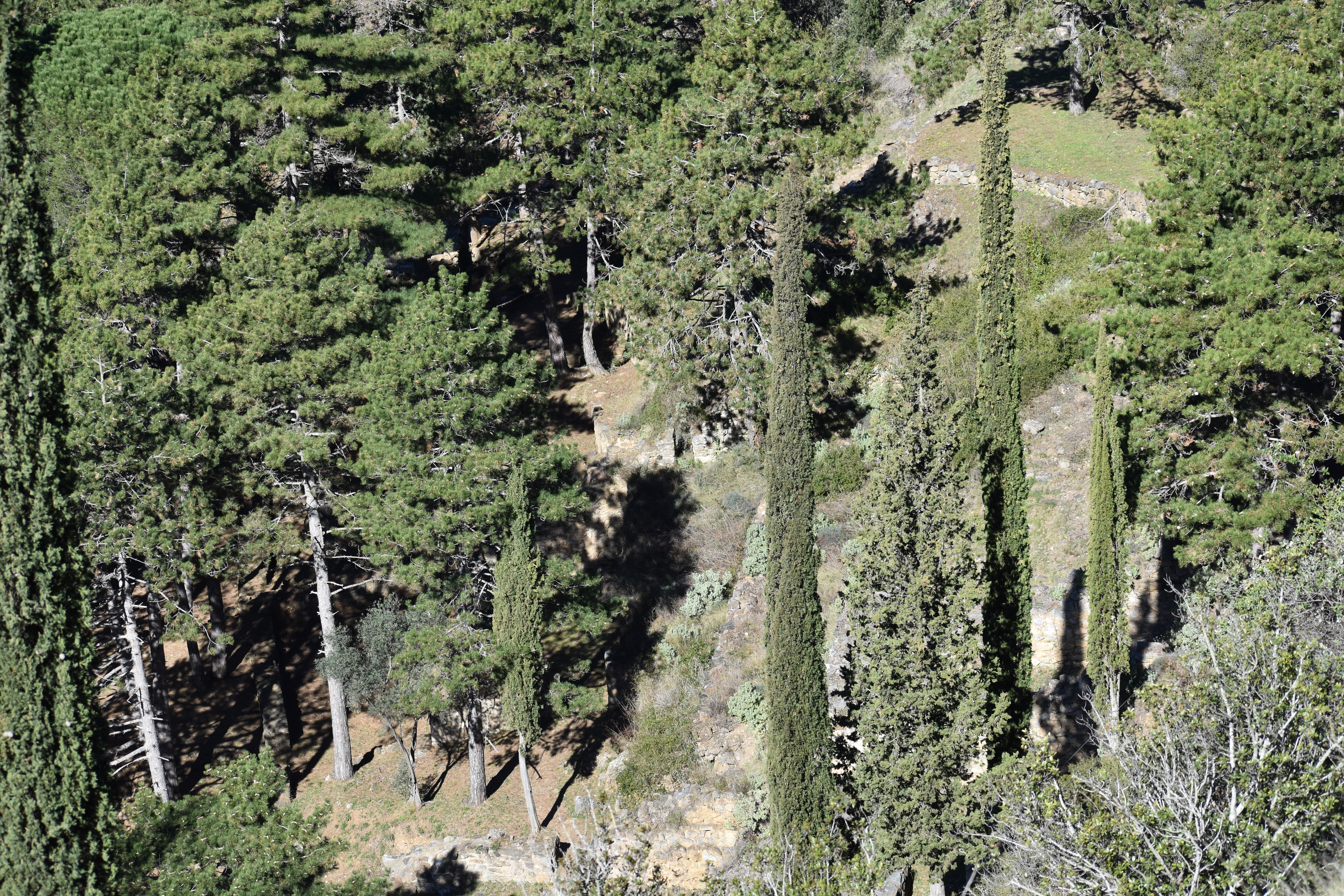
pozůstatky bývalé středověké vesnice pod Cabaretem